# Трахтенберг, Исаак Михайлович
Исаа́к Миха́йлович Трахтенбе́рг (11 ноября 1923, Житомир — 27 января 2023, Киев) — советский и украинский гигиенист, токсиколог. Профессор, доктор медицинских наук, член-корреспондент Национальной академии наук Украины (1992), академик Национальной академии медицинских наук Украины (1997). Заслуженный деятель науки и техники Украины (1994), лауреат Государственной премии Украины (2002), премии им. А. А. Богомольца (2010), академических премий по профилактической медицине Национальной АМН Украины (1995, 2002, 2010).

## Биография

### Биография
Родился 11 ноября 1923 года в Житомире. В 1940 году окончил Киевскую среднюю школу № 44. В 1940 году — студент филологического факультета Киевского государственного университета им. Т. Г. Шевченко.
С 1941 года — студент Киевского медицинского института им. акад. А. А. Богомольца. Затем эвакуировался с институтом в г. Челябинск, где продолжил учёбу в КМИ. В 1942 году совмещал занятия в институте с работой в «Челябэнергомонтаже» инструментальщика на строительстве завода оборонной промышленности. В то же время прошел 110-часовую подготовку стрелка ВУС-1.
В 1943 году он был избран председателем студенческого профсоюза Киевского медицинского института. За активную общественную работу награждён грамотой Челябинского Совета депутатов трудящихся.
В 1944 году возвратился в Киев с коллективом студентов и преподавателей института, где и продолжил учёбу. Через два года окончил Киевский медицинский институт и был зачислен по конкурсу в аспирантуру при кафедре гигиены труда, которой руководил Лев Иванович Медведь. В 1947—1948 гг. участвовал в первых послевоенных научных форумах по профилактической медицине (XII Всесоюзный и V Украинский съезд гигиенистов, эпидемиологов, микробиологов, инфекционистов). В 1948 году Республиканской противоэпидемиологической комиссией был назначен уполномоченным по проведению противоэпидемических мероприятий Железнодорожного района г. Киева. В том же году был награждён медалью «За доблестный труд в Великой Отечественной войне 1941—1945 гг.».

### Научная деятельность
С 1951 года Исааку Михайловичу была присвоена научная степень кандидата медицинских наук и он был зачислен и. о. ассистента кафедры гигиены труда Киевского медицинского института. С 1951 по 1955 годы работал ассистентом кафедры. В должности профессора кафедры, которой в те годы руководил член-корреспондент Академии медицинских наук СССР Гайк Хачатурович Шахбазян, И. Трахтенберг проработал до 1972 года и за это время опубликовал три монографии, одна из которых посвящена проблеме меркуриализма, вторая — токсикологии полимеров, третья — физиологии умственного труда.
В 1956 году И. Трахтенбергу было присвоено ученое звание доцента, а с 1961 года избран председателем профсоюза Киевского медицинского института. Уже в 1964 году ему была присвоена научная степень доктора медицинских наук. Через два года, в 1966 году И. Трахтенберг был награждён медалью «За оборону Киева» и в том же году он получил ученое звание профессора. В 1968 году он был награждён грамотой Президиума Украинского республиканского комитета профсоюза медицинских работников, затем в 1970 году — Почётной грамотой исполкома Киевского городского совета депутатов трудящихся. В 1972 году И. Трахтенберг был избран заведующим лабораторией промышленной токсикологии и гигиены труда при использовании химических веществ Киевского научно-исследовательского института гигиены труда и профзаболеваний МЗ Украины. Он также стал членом секции промышленной токсикологии проблемной комиссии «Научные основы гигиены труда и профпатологии» АМН СССР.
Многократно принимал участие в расследованиях массовых отравлений, а также разрабатывал научные рекомендации к их устранению.
Скончался 27 января 2023 года.

## Публикации

### Редактор
- Член редакционной коллегии периодического издания «Литература и жизнь»;
- Член редакционного совета (раздел «Гигиена») Большой медицинской энциклопедии.

### Книги
- «Книга о ядах и отравлениях» — Киев, «Наукова думка», 2000;
- В 2006 г. на международной научной конференции «Научные школы Национального медицинского университета им. А. А. Богомольца: от истоков к современности» была презентация книги И. М. Трахтенберга под названием «Слово об Alma mater»;
- «Остановиться, оглядеться…» : в двух книгах. — Киев, «Авиценна», 2008;
- Письма друзей, единомышленников, коллег… Из эпистолярного архива Исаака Трахтенберга / ред. Н. П. Данкевич. — К. * Авиценна, 2010. — 407 с.
- «Мой Киев, мои киевляне…» : в двух книгах. — Киев, «Авиценна» — «Адеф-Украина», 2013.
- «В начале нового века…» В трёх томах. Киев, «Авиценна», 2015.
- «Бабин Яр. Минуле і сьогодення» Киев, «Авиценна», 2016.

### Другие публикации
Публиковался в газетах «Зеркало недели», «День», «Правда Украины», «Медицинская газета» (Москва), «Ваше здоров’я» (Киев), «Здоров’я України» (Киев), «Доктор» (Киев), «Мистецтво лікування» (Киев), «Радуга» (Киев).
- Трахтенберг И. М., Сова Р. Е., Шефтель В. О., Оникиенко Ф. А. Проблема нормы в токсикологии. — М.: Медицина, 1991.

## Награды
- Грамота Челябинского Совета депутатов трудящихся за участие в подготовке инструкторов ППХО Осовиахима.
- Медаль «За доблестный труд в Великой Отечественной войне 1941—1945 гг.».
- Медаль «За оборону Киева»
- Грамота Президиума Украинского республиканского комитета профсоюза медицинских работников (1968)
- Почётная грамота исполкома Киевского городского совета депутатов трудящихся (1970)
- Грамота МЗ УССР и Украинского республиканского комитета профсоюза медицинских работников в связи с 125-летием Киевского медицинского института. (1976)
- Почётная грамота правления Республиканского научного общества гигиенистов (1980)
- Знак «Отличник здравоохранения» (1982)
- Медаль «Ветеран труда» (1985)
- Нагрудный знак «50 лет героической обороны г. Киева» (1991)
- Диплом общественной благотворительной организации фонда «Профессионал» за участие в ликвидации последствий аварии на ЧАЭС.
- Орден «За заслуги» III степени (1998)
- Академическая премия Академии медицинских наук Украины по профилактической медицине за монографию «Основные показатели физиологической нормы у человека» (2002)
- Медаль Академии медицинских наук Украины за выдающиеся достижения в отрасли медицины и в связи с 10-летием АМН Украины (2003)
- Орден «За заслуги» II степени (2013)
- Орден «За заслуги» I степени (2017)[6]

## Критика
Редакция газеты «Зеркало недели. Украина»:

О чем бы ни писал Исаак Михайлович, его перу всегда свойственны прозорливость талантливого ученого, гражданское неравнодушие и горячая любовь — к людям, стране, родному Киеву, друзьям, учителям и ученикам. В ряду моральных ценностей патриарха отечественной токсикологии ведущее место всегда занимала презумпция человечности.